# Marc Oechler
Marc „Ö“ Oechler (* 11. Februar 1968 in Nürnberg-Zerzabelshof) ist ein ehemaliger deutscher Fußballspieler. Von Oktober 2007 bis Oktober 2011 war der ehemalige Mittelfeldspieler Aufsichtsrat des 1. FC Nürnberg.
Der gebürtige Nürnberger Oechler kam schon als Kind in der F-Jugend zum 1. FC Nürnberg, so wurde er 1986 mit der A-Jugend der Glubberer Deutscher Vizemeister (nach einer 0:2-Finalniederlage gegen Bayer 04 Leverkusen)
In der Saison 1988/89 kam er erstmals in der Bundesliga für die Nürnberger zum Einsatz, aber erst 1990 unter Trainer Hermann Gerland konnte er sich so weit durchsetzen, dass er Stammspieler wurde. Bis zur Abstiegssaison 1995/96 blieb er eine Stütze der Mannschaft, in dieser zeigte er jedoch unterdurchschnittliche Leistungen. Trotzdem hielt der Club auch in der Regionalliga an ihm fest, wo er seine Leistungen wieder stabilisieren konnte und mit elf Toren wesentlich zum Wiederaufstieg 1997 in die 2. Bundesliga beitrug. Dort war er bis zur Winterpause nur Ergänzungsspieler, konnte sich dann aber wieder in der Mannschaft als Stammkraft etablieren und blieb dies auch in der Bundesliga in der Folgesaison. 1999 verließ er den Club.
Oechler kam auf insgesamt 163 Erst- und 77 Zweitligaeinsätze bei 14 Erst- und keinem Zweitligatorerfolgen. In der Regionalliga kam er auf 32 Einsätze und 11 Tore. Als lange Zeit einziger gebürtiger Nürnberger und dienstältester Profi war er beim Club sehr beliebt, seine wechselhaften Leistungen führten jedoch zu einem liebevoll-ironischen Umgang der Fans. Dieser manifestierte sich im Stadionruf „Oechler für Deutschland, Klinsmann raus!“. In Weismain hat Oechler sogar einen eigenen Fanclub.
1999/2000 spielte er für ein Jahr für den griechischen Erstligisten AO Kavala, bevor er seine Laufbahn 2001 beim bayerischen Oberligisten SC 04 Schwabach beendete.
Nach seiner aktiven Laufbahn wurde Oechler Finanzberater. In dieser Funktion berät er sowohl aktuelle als auch ehemalige Clubspieler wie Andreas Wolf. Im Oktober 2007 wurde er in den Aufsichtsrat des 1. FC Nürnberg gewählt. Diesem gehörte er bis Oktober 2011 an, als er von den Mitgliedern nicht mehr wiedergewählt wurde.